# Park Narodowy Djukbinj
Park Narodowy Djukbinj (Djukbinj National Park) – park narodowy utworzony w roku 1997, położony 60 km od Darwin, na obszarze Terytorium Północnego w Australii.